# No Remorse (álbum)
No Remorse (Sin remordimientos) es un álbum recopilatorio del grupo de rock Motörhead. Fue lanzado al mercado en 1984. Este sería su último trabajo con Bronze Records y el primero con la nueva formación: Lemmy, Phil Campbell, Würzel, y Pete Gill. Además de la usual cubierta de cartón, el LP original también está disponible en una funda de cuero con la rotulación plateada. 
Según Lemmy, el problema con Bronze Records empezó después de la ida de Eddie Clarke. A la compañía no le agradaba Brian Robertson y no tenía mucha fe en la nueva formación y querían hacer una compilación de las canciones antiguas de la banda. Lemmy dijo que esto era una indicio de que estaban preparando el "redoble final" de la banda e insistió en que la banda grabase nuevo material para ello. La nueva formación grabó cuatro canciones en el Britania Row Studios, en Londres: "Snaggletooth", "Steal Your Face", "Locomotive" y "Killed by Death". Estas canciones terminaron en cada lado del vinilo. Lemmy se hizo cargo de la selección de las pistas para el álbum y escribió un comentario sobre cada canción.

## Lista de canciones

### Disco 1
1. "Ace of Spades" – 2:48
2. "Motorhead" – 3:37
3. "Jailbait" – 3:33
4. "Stay Clean" – 2:42
5. "Too Late, Too Late" – 3:26
6. "Killed by Death" – 4:42
7. "Bomber" – 3:43
8. "Iron Fist" – 2:54
9. "Shine" – 3:11
10. "Dancing on Your Grave" – 4:30
11. "Metropolis" – 3:37
12. "Snaggletooth" – 3:51

### Disco 2
1. "Overkill" – 5:15
2. "Please Don't Touch" – 2:49
3. "Stone Dead Forever" – 4:54
4. "Like a Nightmare" – 4:28
5. "Emergency" – 3:00
6. "Steal Your Face" – 4:31
7. "Louie, Louie" – 2:55
8. "No Class" – 2:41
9. "Iron Horse/Born to Lose" – 3:48l
10. "(We Are) The Road Crew" – 3:12
11. "Leaving Here" – 3:05
12. "Locomotive" – 3:25

Canciones reeditadas en CD
1. "Under the Knife" – 3:50
2. "Under the Knife" – 4:34
3. "Masterplan" – 2:55
4. "No Class" – 2:32
5. "Stand by Your Man" – 3:06

- Datos: Q1087637